# Безеліх
Безеліх (нім. Beselich) — громада в Німеччині, знаходиться в землі Гессен. Підпорядковується адміністративному округу Гіссен. Входить до складу району Лімбург-Вайльбург.
Площа — 31,53 км2. Населення становить 5697 ос. (станом на 31 грудня 2020).